# 毛細血管抵抗試験
毛細血管抵抗試験（もうさいけっかんていこうしけん、CFT）は、毛細血管の脆弱性による毛細血管透過性亢進の有無と血小板の機能を反映した検査方法で、皮膚に生じた点状出血斑を数えて同定する。陽圧法であるRumpel-Leede法と、陰圧法である紫斑計法（加藤・上林法）がある。

## 方法

### 陽圧法（Rumpel-Leede法）
上腕部にマンシェット（圧迫帯）を巻いて静脈圧を上昇させ、毛細血管から出血を誘発し、最高血圧と最低血圧の中間圧を5分間加え鬱血させ放置した後、マンシェットを外し2分後に圧迫帯の下部から肘窩部にかけての皮膚の出血斑を数える。正常では10個以下で圧迫帯のすぐそばのものは健常者でも出るので数えない。成績の表現は4個以下を(-)、5～9個(+)、10～19個(++)、20個以上(+++)、無数(++++)と表現する

### 陰圧法（紫斑計法、加藤・上林法）
20mlの注射筒に直径3cmほどのロートをゴム管で繋ぎ、前腕の掌側にロートを密着させ、皮膚を陰圧で吸引、毛細血管から出血を誘発し、注射筒を10mlの目盛りまで引いてそのまま1分間待ち、終わったらロート内の出血斑を数える。0～10個以内であれば正常。

## 疾患
- 血管性 - 壊血病、アレルギー体質（アレルギー性紫斑病）、老人性紫斑病、急性感染症、血管性紫斑病（シェーンライン-ヘノッホ紫斑病）[1]、単純性紫斑病、遺伝性出血性毛細血管拡張症
- 血小板性
  - 減少性 - 特発性血小板減少性紫斑病、症候性血小板減少性紫斑病
  - 機能異常 - 先天性血小板機能異常症、抗血小板薬服用
- 症候性 - 糖尿病、高血圧症、動脈硬化症、慢性関節リウマチ、肝障害、尿毒症
- 血漿蛋白異常 - フォンヴィレブランド病、血漿蛋白異常症